# Balchasjabborre
Balchasjabborre (Perca schrenkii) är en fiskart som beskrevs av Kessler, 1874. Balchasjabborre ingår i släktet Perca och familjen abborrfiskar. IUCN kategoriserar arten globalt som otillräckligt studerad. Inga underarter finns listade.